# Marianna Palka
Marianna Bronislawa Barbara Palka (Glasgow, 7 de septiembre de 1981) es una actriz y directora de cine escocesa, reconocida por haber escrito, producido y dirigido la película Good Dick, presentada en el Festival de Cine de Sundance.

## Primeros años y educación
Palka nació en Glasgow, Escocia, hija de inmigrantes polacos. A  sus 17 años, se mudó a Nueva York para poder estudiar en la Compañía de Teatro Atlantic . 

## Filmografía

### Directora
- Década de 1990: By My Very Self (corto)[2]
- Década de 1990: For My American Friends (corto)[2]
- 2008: Good Dick
- 2014: I'm the Same
- 2014: The Lion's Mouth Opens (documental)
- 2015: Always Worthy
- 2017: Bitch
- 2018: Egg

### Actriz
- 2001: Earth Day (corto)
- 2006: Orchids (corto)[5]
- 2007: Drunk History
- 2007: Derek and Simon
- 2009: Betty File 43 (corto)[6]
- 2010: Neds
- 2010: Modern Romance (corto)
- 2011: Insane (corto)
- 2011: Restive
- 2011: When You Find Me (corto)
- 2012: Spoonful (corto)
- 2013: Autumn Wanderer
- 2013: King of Norway (corto)
- 2013: The Price We Pay (corto)
- 2013: Slice (corto)
- 2014: First Kiss (corto)
- 2015: Pant Suits (corto)
- 2015: Scottish Mussel
- 2015: Contracted: Phase II
- 2015: Oh Gallow Lay (corto)
- 2015: Forever
- 2016: Girls
- 2017–presente: GLOW
- 2017: We Are Boats
- 2017: Mississippi Requiem
- 2018: The Adventures of Thomasina Sawyer